# Tábua de esmeralda

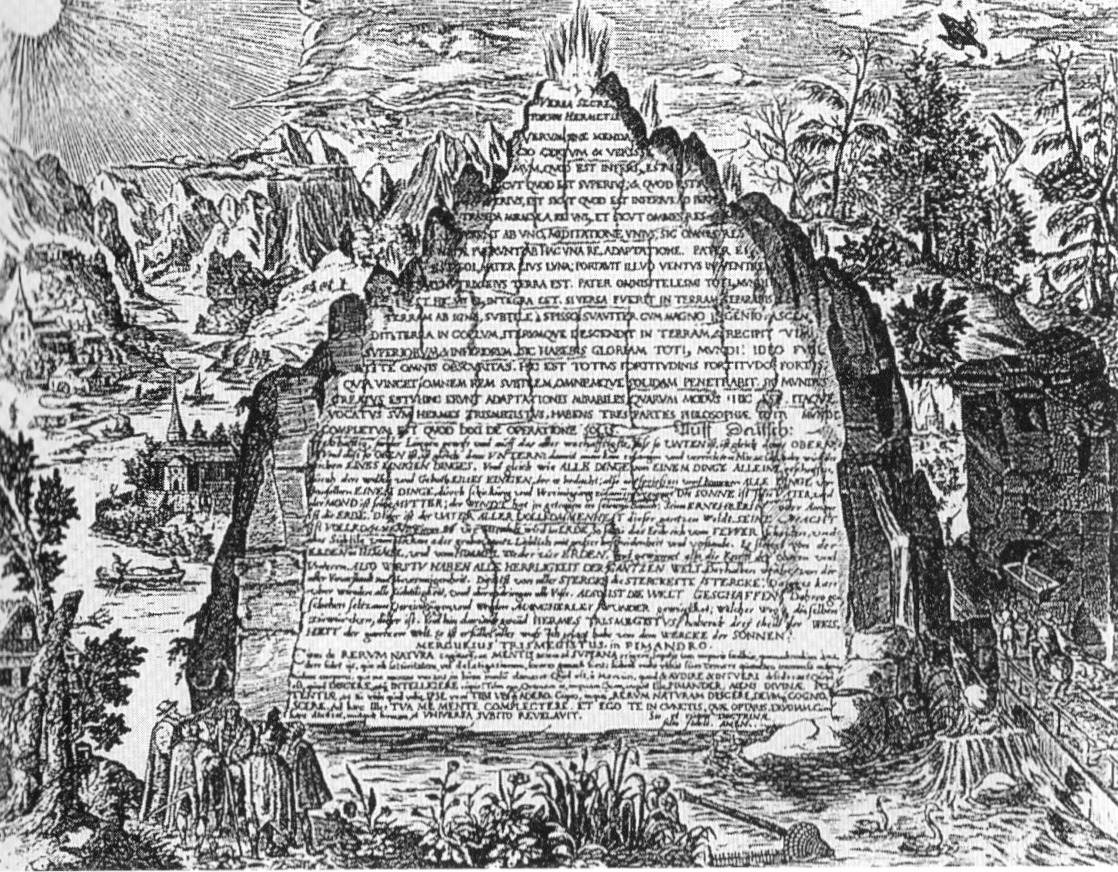
Ilustração da Tábua de Esmeralda do livro Amphitheatrum sapientiae aeternae de Heinrich Khunrath (1606).

A Tábua de Esmeralda (ou Tábua Esmeraldina) é o texto escrito por Hermes Trismegisto que deu origem à Alquimia.
Surgiu primeiramente nos textos seguintes: Kitab Sirr al-Khaliqa wa Sanat al-Tabia (c. 650 d.C.), Kitab Sirr al-Asar (c. 800 d.C.), Kitab Ustuqus al-Uss al-Thani (século XII), e Secretum Secretorum (c. 1140).

## Tabula Smaragdina
O texto em latim, escrito por João de Sevilha (Johannes Hispaniensis), em Secretum Secretorum, é apresentado abaixo:
(1) Verum sine mendacio, certum et verissimum:
(2) Quod est inferius est sicut quod est superius, et quod est superius est sicut quod est inferius, ad perpetranda miracula rei unius.
(3) Et sict omnes res fuerunt ab Uno, mediatione unius, sic omnes res natæ fuerunt ab hac una re, adaptatione.
(4) Pater ejus est Sol, mater ejus Luna;
portavit illud Ventus in ventre suo; nutrix ejus Terra est.
(5) Pater omnes Telesmi totius mundi est hic.
(6) Vis ejus integra est, si versa fuerit in Terram.
(7) Separabis terram ab igne, subtile a spisso, suaviter, cum magno ingenio.
(8) Ascendit a terra in cœlum, interumque descendit in terram et recipit vim superiorum et inferiorum.
(9) Sic habebis gloriam totius mundi.
(10) Ideo fugiet a te omnis obscuritas.
(11) Hic est totius fortitudinis fortitudo fortis: quis vincet omnem rem subtilem omnemque solidam penetrabit.
(12) Sic mundus creatus est.
(13) Hinc erunt adaptationes mirabiles quarum modus est hic.
(14) Itaque vocatus sum Hermes Trismegistus, habens tres partes philosophiæ totius mundi.
(15) Completum est quod dixi de Operatione Solis.

## Tábua de Esmeralda
A tradução da Tabula Smaragdina':
(1) É verdade, sem falsidade alguma, verdade absoluta:
(2) O que está embaixo é como o que está em cima e o que está em cima é como o que está embaixo, para realizar os milagres de uma única coisa.
(3) E assim como todas as coisas vieram do Um, assim todas as coisas são únicas, por adaptação.
(4) O Sol é o pai, a Lua é a mãe, o vento o embalou em seu ventre, a Terra é sua nutridora;
(5) O Pai de toda Telesma (vontade) do mundo está nisto.
(6) Seu poder é pleno, se é convertido em Terra.
(7) Separarás a Terra do Fogo, o sutil do denso, suavemente e com grande perícia.
(8) Sobe da terra para o Céu e desce novamente à Terra e recolhe a força das coisas superiores e inferiores.
(9) Desse modo obterás a glória do mundo.
(10) E se afastarão de ti todas as trevas.
(11) Nisso consiste o poder poderoso de todo poder:
Vencerás todas as coisas sutis e penetrarás em tudo o que é sólido.
(12) Assim o mundo foi criado.
(13) Esta é a fonte das admiráveis adaptações aqui indicadas.
(14) Por esta razão fui chamado de Hermes Trismegisto, pois possuo as três partes da filosofia universal.
(15) O que eu disse da Obra Solar é completo.